# المدرسة الوطنية للتجارة والتسيير الجديدة
المدرسة الوطنية للتجارة والتسيير الجديدة هي مؤسسة تعليمية عامة عالية في المغرب تهدف إلى تدريب القادة والإطارات في مجالات الأعمال التجارية.
تأسسست المدرسة الوطنية للتجارة والتسيير الجديدة في عام 2006 وهي تنتمي إلى شبكة ENCG في المغرب. إنها جزء من جامعة شعيب الدكالي. المؤسسة معتمدة بشهادة ISO 9001.

## التدريبات

### تدريب اولي
يمتد التكوين في ENCG El Jadida لمدة 5 سنوات وينتهي بالحصول على شهادة ENCG التي تعادل درجة الماجستير في الخيارات التالية: [يرجى توضيح الخيارات المتاحة للترجمة الصحيحة].
- التدقيق والرقابة الإدارية
- الإدارة المالية والمحاسبية
- إدارة الموارد البشرية
- الأعمال التسويقية والتجارية

تقدم ENCGJ ما بعد تدريب الدورة العادية ، تدريب آخر وهو :
- ماجستير البحث في علوم الإدارة (MSG)
- شهادة البكالوريوس المهنية في إدارة المؤسسات. تتيح هذه الشهادة لحملتها متابعة دراستهم إما في ماجستير متخصص أو ماجستير بحث، أو الالتحاق بدورة ENCG العادية عن طريق البوابة S7، أو الاندماج الفوري في سوق العمل كمسؤول وسطى.

### اكمال التعليم
- إدارة وإدارة الأعمال
- إدارة وهندسة اللوجستيات
- إدارة الموارد البشرية
- التسويق والاتصالات التجارية
- محاسبة مالية

### دورة الدكتوراه
بدءًا من العام الجامعي 2018-2019، تقدم ENCG الجديدة الآن تسجيل في برامج الدكتوراه في العلوم الاقتصادية والإدارية / العلوم السياسية والقانونية لحملة شهادات الماجستير في البحث أو الماجستير المتخصص أو شهادة ENCG. يتم ذلك من خلال مركز الدراسات الدكتوراه في الإدارة والاقتصاد والقانون التابع لجامعة شعيب الدكالي.

## الحياة اللامنهجية

### الجمعيات الدولية
الجمعيات الدولية الممثلة في ENCG الجديدة هي :
- روتاراكت
- ليوكلوب
- عمل مبتدئ
- إيناكتوس [1]
- منظمة العفو الدولية
- AIESEC
- TEDx
- الزاوية الآسيوية

### الجمعيات الوطنية والمحلية
- المناقشون كبيرة.
- Usus Social Universe.
- القيادات الشابة المغربية
- USUS Social Universe
- ميديا وورلد
- SOS الشباب
- نادي رياضي
- CAC (العضوية ونادي المواطنة)

### الأحداث
- المناظرين الكبار - مسابقة الدار البيضاء الإقليمية 2014 (الفائزون).
- أسبوع الأخبار
- منتدى ENCG الجديدة - شركة [2]
- "يوم فلسطين" الذي نظمه نادي Usus Social Universe.
- لقاء ثقافي للموسيقى المغربية
- ENCG الجديدة بلا حدود
- DICTO ENCG
- يوم المسرح ENCG
- أنثى ENCGist
- الجامعات [3]
- اجتماع التبادل العالمي [4]
- بطولة الترويج المشترك
- يوم هانبون (حدث الثقافة الآسيوية)

## روابط خارجية
- الموقع الرسمي
- ENCG-El Jadida: Master et Master spécialisé